# Mistral (båttyp)

Mistral One Design.

Mistral eller Mistral One Design är en båttyp som gjorde debut 1984 som den första olympiska brädseglingsklassen. Den ursprungliga tillverkaren Mistral är schweizisk. Eftersom Mistral är en klass som kräver mycket träning i varmt klimat, så finns det få utövare i Norden.